# Burggrub (Stockheim)

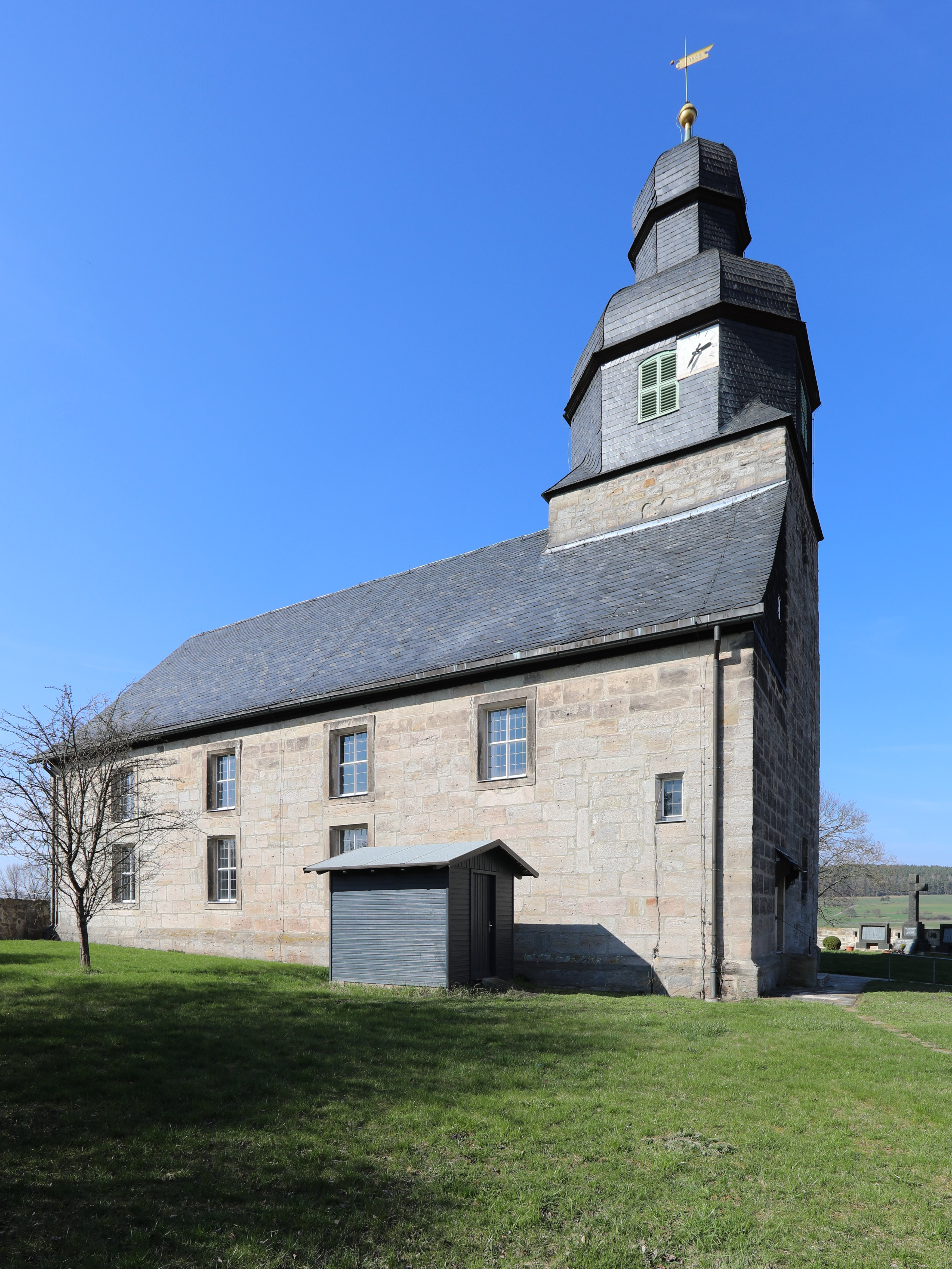
Evangelische Kirche St. Laurentius

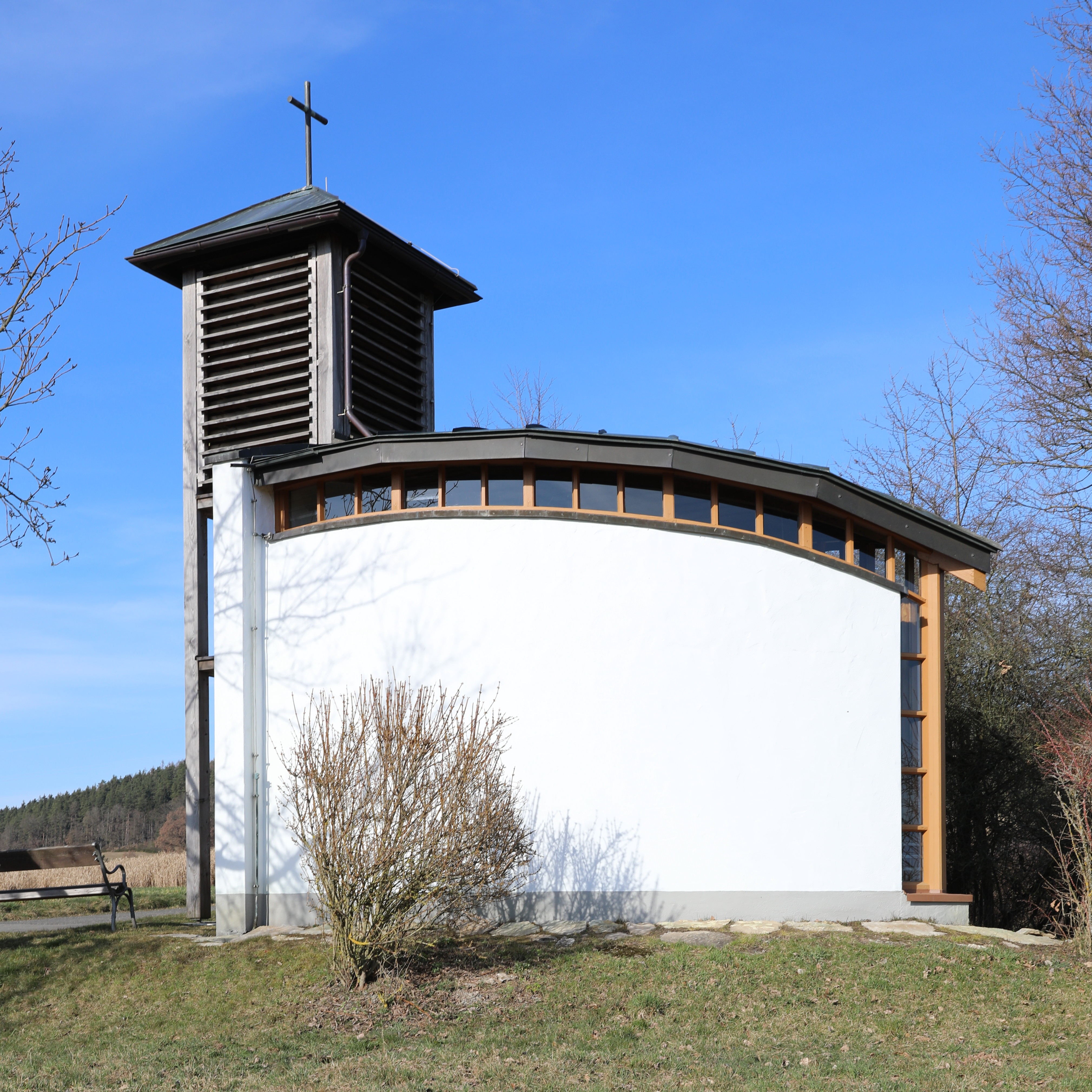
Friedenskapelle bei Burggrub

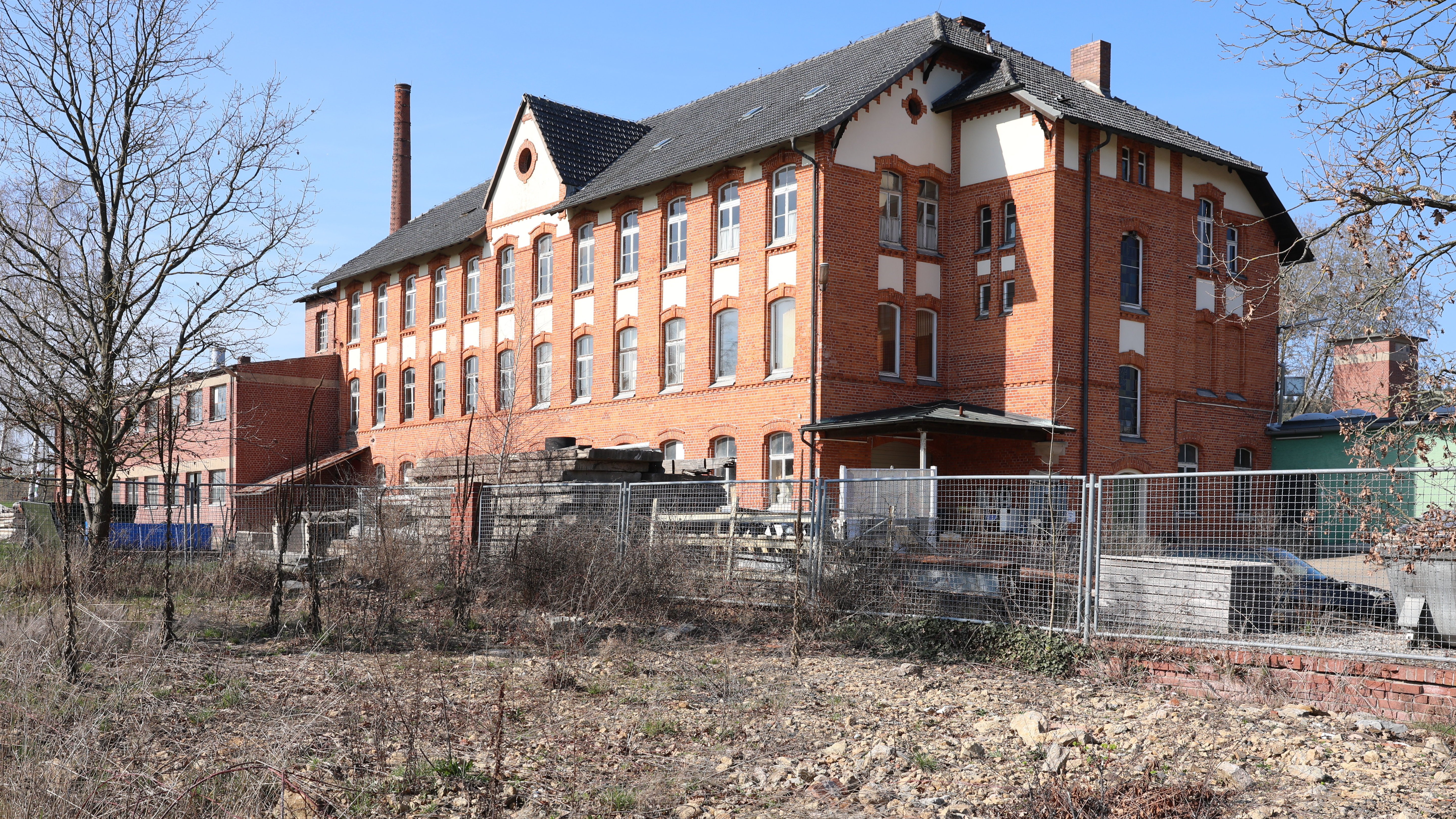
Ehemalige Porzellanfabrik

Burggrub ist ein Gemeindeteil von Stockheim im oberfränkischen Landkreis Kronach in Bayern.

## Geographie
Das Pfarrdorf liegt direkt an der Grenze zu Thüringen. Im Ort entspringt der Lochbach. Die Bundesstraße 89 führt nach Neuhaus-Schierschnitz (2,8 km nordwestlich) bzw. nach Haßlach bei Kronach zur Bundesstraße 85 (2 km südöstlich). Die Kreisstraße KC 30 verbindet mit Mostholz und der Staatsstraße 2708 (2 km südlich). Eine Gemeindeverbindungsstraße führt nach Haig zur St 2708 (1,5 km südöstlich).

## Geschichte
Burggrub wurde 1272 zum ersten Mal urkundlich erwähnt und hieß damals „Grube“. Das Burggruber Gebiet gehörte erst
den Markgrafen von Schweinfurt und später wie die meisten Gebiete im Landkreis Kronach zum Bistum Bamberg, welches das Dorf als Lehen verschiedenen Herren übertrug (z. B. denen von der Grube, denen von Schaumberg, denen von Rosenau und zuletzt denen von Würtzburg). Die Nähe zu Thüringen (damals Wettiner Gebiet) brachte immer Grenzstreitigkeiten mit sich, vor allem mit dem Herzogtum Sachsen-Meiningen, das auf Burggrub einen großen Einfluss hatte.
1528 hielt die Reformation Einzug und die Gegenreformation blieb wegen des sächsischen Einflusses fruchtlos, sodass Burggrub eines der wenigen überwiegend evangelisch-lutherisch geprägten Dörfer des südlichen Landkreises Kronach ist. Die Lage zwischen dem evangelischen Sachsen (heute Thüringen) und dem katholischen Bamberg brachte vor allem während des Dreißigjährigen Kriegs viel Zerstörung und Leid mit sich; so wurde der Ort mehrmals von Kronacher Landsknechten heimgesucht. Burggrub wurde wie andere evangelische Orte geplündert, gebrandschatzt und zerstört.
Gegen Ende des 18. Jahrhunderts gab es in Burggrub 48 Anwesen (4 Bauerngüter, 2 halbe Bauerngüter, 16 Bauernsölden, 3 Bauerngütlein, 1 Söldengut, 9 Tropfhäuser, 3 halbe Tropfhäuser, 10 Häuser). Das Hochgericht, die Dorf- und Gemeindeherrschaft sowie die Grundherrschaft über alle Anwesen hatte die Herrschaft Mitwitz inne. Neben den Anwesen gab es eine Pfarrkirche, einen Pfarrhof, ein Schulhaus, ein Gemeindehirten- und -bräuhaus.
1806 wurde Burggrub, das sich immer auf Bamberger Gebiet befand, trotz Protests des Herzogs von Sachsen-Meiningen als bayerisch erklärt. Mit dem Gemeindeedikt wurde 1808 der Steuerdistrikt Burggrub gebildet, zu dem Haig, Mostholz und Neumühle gehörten. Mit dem Zweiten Gemeindeedikt (1818) entstand die Ruralgemeinde Burggrub, zu der Mostholz gehörte. Sie war in Verwaltung und Gerichtsbarkeit dem Herrschaftsgericht Mitwitz zugeordnet und in der Finanzverwaltung dem Rentamt Kronach, 1919 in Finanzamt Kronach umbenannt. 1849 wurde das Herrschaftsgericht aufgelöst und Burggrub dem Landgericht Kronach überwiesen. Ab 1862 gehörte Burggrub zum Bezirksamt Kronach, 1939 in Landkreis Kronach umbenannt. Die Gerichtsbarkeit blieb beim Landgericht Kronach,  1879 in das Amtsgericht Kronach umgewandelt. Die Gemeinde hatte eine Fläche von 6,556 km².
1901 wurde Burggrub mit der Bahnstrecke Sonneberg–Stockheim an das Eisenbahnstreckennetz angeschlossen. Im selben Jahr errichteten die Sonneberger Puppenfabrikanten Schönau und Hoffmeister am Rande des Ortes eine Porzellanfabrik, um für ständigen Nachschub an Porzellanpuppenköpfen für die Sonneberger Spielzeugindustrie zu sorgen. Die Firma übernahm 1907 Magnus Leube, der weiterhin Puppenköpfe herstellte. Während des Zweiten Weltkrieges war die Fabrik an die Firma Siemens verpachtet, die die Produktion kriegswichtiger Produkte aufnahm. Nach dem Krieg wurde die Porzellanfabrik vom Magnus Leubes Enkel, Horst Eversberg, weitergeführt, der die Produktion auf technische Keramik und später Geschirrporzellan umstellte. Die Porzellanfabrik Burggrub produzierte noch unter dem Namen Porzellanfabrik Horst Eversberg GmbH und hatte in Spitzenzeiten über 250 Mitarbeiter, zumeist Frauen, wie in der Porzellanindustrie üblich.
Während der Zeit des Eisernen Vorhangs litt Burggrub sehr unter seiner Lage; die Grenze zu Thüringen lag nur wenige hundert Meter (an einigen Stellen auch weniger als einen Steinwurf) entfernt; so war in Burggrub, wie an den meisten Ortschaften an der Grenze, die Grenzpolizei stationiert.
Am 1. Januar 1975 wurde Burggrub im Zuge der Gebietsreform in Bayern in Stockheim eingegliedert. Man entschied sich damals gegen einen Anschluss an Mitwitz.
Im Jahr 1987 wurde der Güterverkehr der Eisenbahnverbindung nach Burggrub geschlossen und die Strecke abgebaut. Auf dem Gelände des ehemaligen Bahnhofs entstand das Feuerwehrhaus der Freiwilligen Feuerwehr Burggrub. 1989 verlor Burggrub durch die Wiedervereinigung den Charakter eines Grenzortes. Von 1991 bis 1992 errichtete ein Kapellenbauverein in der Nähe der bayerisch-thüringischen Grenze die Grenz- und Friedenskapelle. 2004 wurde eine Ortsumgehung fertiggestellt, um den Schwerlastverkehr auf der Bundesstraße 89 aus dem Ort zu verbannen.

### Baudenkmäler
In der Bayerischen Denkmalliste sind 8 Baudenkmäler aufgeführt:
- Evangelische Kirche Sankt Laurentius mit fast vollständig erhaltener Ringmauer und sehenswertem gotischen Flügelaltar und Sakristei (12. Jahrhundert)
- Dorfplatz mit relativ großen Bauernhäusern und Dorfbrunnen
- Grenzanlagen (z. B. noch sichtbare Kolonnenwege) und Grenzpfähle

Das folgende Haus listete Tilmann Breuer in dem Buch Landkreis Kronach von 1964 mit seiner ursprünglichen Hausnummer als Kunstdenkmal auf. Es wird in der Denkmalschutzliste nicht geführt, da es entweder nicht aufgenommen, abgerissen oder stark verändert wurde.
- Haus Nr. 2: Zweigeschossiger Wohnstallbau mit Satteldach, massives Erdgeschoss, die Wohnungstür ist am Scheitelstein mit „M. P. P. F. 1811“  bezeichnet. Das Obergeschoss ist verschiefert. Das Nebengebäude ist am Türsturz mit „1808“ bezeichnet.[9]

### Einwohnerentwicklung
Gemeinde Burggrub
| Jahr      | 1840   | 1852   | 1855   | 1861   | 1867   | 1871   | 1875   | 1880   | 1885   | 1890   | 1895   | 1900   | 1905   | 1910   | 1919   | 1925   | 1933   | 1939   | 1946   | 1950   | 1952   | 1961  | 1970   |
| Einwohner | 356    | 409    | 390    | 393    | 427    | 444    | 452    | 464    | 421    | 398    | 419    | 468    | 591    | 659    | 602    | 668    | 701    | 774    | 1027   | 1056   | 1031   | 916   | 919    |
| Häuser    |        |        |        |        |        | 69     |        |        | 68     | 71     |        | 74     |        |        |        | 94     |        |        |        | 140    |        | 171   |        |
| Quelle    | [ 11 ] | [ 11 ] | [ 11 ] | [ 12 ] | [ 13 ] | [ 14 ] | [ 15 ] | [ 16 ] | [ 17 ] | [ 18 ] | [ 11 ] | [ 19 ] | [ 11 ] | [ 20 ] | [ 11 ] | [ 21 ] | [ 11 ] | [ 11 ] | [ 11 ] | [ 22 ] | [ 11 ] | [ 7 ] | [ 23 ] |

Ort Burggrub
| Jahr      | 001818       | 001861 | 001871 | 001885 | 001900 | 001925 | 001950 | 001961 | 001970 | 001987 |
| Einwohner | 246          | 346    | 389    | 369    | 406    | 590    | 983    | 857    | 839    | 802    |
| Häuser    | 49           |        |        | 60     | 66     | 83     | 128    | 158    |        | 205    |
| Quelle    | [ 6 ] [ 24 ] | [ 12 ] | [ 14 ] | [ 17 ] | [ 19 ] | [ 21 ] | [ 22 ] | [ 7 ]  | [ 23 ] | [ 25 ] |

## Religion
Der Ort ist seit der Reformation evangelisch-lutherisch geprägt und Sitz der Pfarrei St. Laurentius. Die Katholiken sind nach St. Wolfgang in Stockheim gepfarrt.

## Persönlichkeiten
- Helmut Schmidt-Vogt (1918–2008), Forstwissenschaftler, Experte für die Gemeine Fichte